# MEGAL

MEGAL на мапі Німеччини

MEGAL (Mittel-Europäische-Gasleitung, Центральноєвропейський газопровід) — система транспортування газу по території Німеччини від східного кордону з Чехією та Австрією до кордону з Францією.
У 1970-х роках відбувся прихід природного газу із СРСР на ринок Західної Європи. Перші поставки до Німеччини з 1973-го провадились через газопровід компанії Ruhrgas. Проте вже найближчим часом очікувалось стрімке зростання обсягів імпорту, зокрема завдяки проєкту «Уренгой — Помари — Ужгород», в реалізації якого взяли активну участь ряд великих компаній з ФРН. Для прийняття цього ресурсу та його транспортування в західні регіони (до долини Рейну, яка вирізняється розвиненою індустрією навіть на загальному тлі німецької економіки, та французького кордону) розпочали споруджувати систему MEGAL, введену в експлуатацію у 1980 році. Її власниками були все той же Ruhrgas та французький гігант Gaz de France.
Довжина частини системи від Вайдхаус на чеському до Медельсхайм на французькому кордоні (також відомої як MEGAL Nord)  становила 459 км для першої нитки та 449 км для другої. На першій нитці діаметр труб при прямуванні у західному напрямку поступово зменшувався: на ділянці Вайдхаус — Рімпар (213 км) він становив 1200 мм, для Рімпар — Гернсхайм (111 км) обрали 1100 мм, Гернсхайм — Міттельбрунн (98 км) спорудили із труби 1000 мм, та останній відрізок Міттельбрунн — Медельсхайм (38 км) має діаметр лише 900 мм. Друга нитка має діаметр 1100 мм по всій довжині. Робочий тиск також дещо змінювався: 8,4 МПа на ділянці до Ренценхоф та 8 МПа після цього пункту. Об'єм прокачки газу може досягати 22 млрд.м³ на рік.
Одночасно спорудили південну гілку системи — MEGAL Süd, що прямує на північний захід від австрійського кордону, куди підвели Західноавстрійський газопровід, та досягала Швандорфу, звідки повертає на північ для під'єднання до MEGAL Nord (ділянка Швандорф — Ротенштадт). Діаметр цієї гілки становить 800 мм, довжина 167 км, робочий тиск 6,8 МПа. Можливо відзначити, що в підсумку для обох частин системи MEGAL джерелом наповнення слугував газ, доставлений по трубопроводу «Братство».
На початку 2010-х було вирішено підсилити південну гілку, одночасно зі збільшенням потужностей Західноавстрійського газопроводу. Для цього у 2012 році спорудили лупінг Віндберг — Швандорф завдовжки 72 км та другу нитку на з'єднувальній ділянці Швандорф — Ротенштадт. Їх діаметр становить 1000 мм, а робочий тиск підвищили до 10 МПа. Крім того, тут було створено можливість бі-дирекціонального прокачування газу (так само, як і на австрійському трубопроводі). 
В результаті виник маршрут доставки до австрійського хабу в Баумгартені російського газу, що надходить до Вайдхаус із «Північного потоку» через OPAL (східна Німеччина) та GAZELA (Чехія).
На своєму шляху зі сходу на захід MEGAL має перемички з рядом інших магістральних газопроводів:
- біля Рімпар із трубопроводом Rysum — Werne — Rimpar (транспортує норвезький газ від приймальних терміналів у районі Емдена);
- біля Гернсхайм із SETG (південна частина системи рейнських газопроводів NETG/METG/SETG, яка веде від кордону з Нідерландами);
- біля того ж Гернсхайм із газогоном MIDAL (може постачати як норвезький газ з району Емдена, так і російський, що надійшов через «Північний потік» або «Ямал-Європа»); 
- біля Міттельбрунн із Транс'європейським газопроводом (прямує з Нідерландів до Швейцарії).